# Hexágono trigonométrico
El hexágono trigonométrico es un recurso mnemónico para ayudar a recordar relaciones e identidades trigonométricas. Las primeras versiones del hexágono aparecieron en una publicación china "Mathematics Handbook" en 1978.

## Identidades pitagóricas
|  |                                                     | {\displaystyle \operatorname {sen} ^{2}\theta +\cos ^{2}\theta =1} |
|  | {\displaystyle \tan ^{2}\theta +1=\sec ^{2}\theta } |                                                                    |
|  | {\displaystyle 1+\cot ^{2}\theta =\csc ^{2}\theta } |                                                                    |

## Identidades recíprocas
Cada función trigonométrica es el recíproco de la que está en el lado opuesto del hexágono.
|  |                                             | {\displaystyle \operatorname {sen} \theta =1/\csc \theta } |                                             | {\displaystyle \csc \theta =1/\operatorname {sen} \theta } |
|  | {\displaystyle \cos \theta =1/\sec \theta } |                                                            | {\displaystyle \sec \theta =1/\cos \theta } |                                                            |
|  | {\displaystyle \tan \theta =1/\cot \theta } |                                                            | {\displaystyle \cot \theta =1/\tan \theta } |                                                            |

## Productos
El producto de cada función trigonométrica multiplicada por la opuesta en el hexágono es 1.
|  |                                             | {\displaystyle \operatorname {sen} \theta *\csc \theta =1} |                                             | {\displaystyle \csc \theta *\operatorname {sen} \theta =1} |
|  | {\displaystyle \cos \theta *\sec \theta =1} |                                                            | {\displaystyle \sec \theta *\cos \theta =1} |                                                            |
|  | {\displaystyle \tan \theta *\cot \theta =1} |                                                            | {\displaystyle \cot \theta *\tan \theta =1} |                                                            |

Cada función trigonométrica es el producto de las dos que la rodean.
|                                                                       | {\displaystyle \operatorname {sen} \theta =\tan \theta *\cos \theta } | {\displaystyle \csc \theta =\cot \theta *\sec \theta } |
| {\displaystyle \cos \theta =\operatorname {sen} \theta *\cot \theta } | {\displaystyle \sec \theta =\csc \theta *\tan \theta }                |                                                        |
| {\displaystyle \tan \theta =\sec \theta *\operatorname {sen} \theta } | {\displaystyle \cot \theta =\cos \theta *\csc \theta }                |                                                        |

## Cocientes
Cada función trigonométrica es el cociente de las dos siguientes.
|                                                                       | {\displaystyle \operatorname {sen} \theta =\cos \theta /\cot \theta } | {\displaystyle \csc \theta =\sec \theta /\tan \theta } |
| {\displaystyle \cos \theta =\cot \theta /\csc \theta }                | {\displaystyle \sec \theta =\tan \theta /\operatorname {sen} \theta } |                                                        |
| {\displaystyle \tan \theta =\operatorname {sen} \theta /\cos \theta } | {\displaystyle \cot \theta =\csc \theta /\sec \theta }                |                                                        |

Cada función trigonométrica es el cociente de las dos anteriores.
|                                                                       | {\displaystyle \operatorname {sen} \theta =\tan \theta /\sec \theta } | {\displaystyle \csc \theta =\cot \theta /\cos \theta } |
| {\displaystyle \cos \theta =\operatorname {sen} \theta /\tan \theta } | {\displaystyle \sec \theta =\csc \theta /\cot \theta }                |                                                        |
| {\displaystyle \tan \theta =\sec \theta /\csc \theta }                | {\displaystyle \cot \theta =\cos \theta /\operatorname {sen} \theta } |                                                        |

## Identidades de la cofunción
Cada función trigonométrica de un ángulo dado {\displaystyle \theta } es igual a su cofunción evaluada en {\displaystyle \left({\frac {\pi }{2}}-\theta \right)}.
|  |                                                                          | {\displaystyle \operatorname {sen} \theta =\cos \left({\frac {\pi }{2}}-\theta \right)} |                                                                          | {\displaystyle \cos \theta =\operatorname {sen} \left({\frac {\pi }{2}}-\theta \right)} |
|  | {\displaystyle \tan \theta =\cot \left({\frac {\pi }{2}}-\theta \right)} |                                                                                         | {\displaystyle \cot \theta =\tan \left({\frac {\pi }{2}}-\theta \right)} |                                                                                         |
|  | {\displaystyle \sec \theta =\csc \left({\frac {\pi }{2}}-\theta \right)} |                                                                                         | {\displaystyle \csc \theta =\sec \left({\frac {\pi }{2}}-\theta \right)} |                                                                                         |

## Paridad
Las funciones coseno y secante son pares, el resto son impares.
|  |                                                                                    | Seno es impar {\displaystyle \operatorname {sen} \left(-\theta \right)=-\operatorname {sen} \left(\theta \right)} |                                                                                    | csc es impar {\displaystyle \csc \left(-\theta \right)=-\csc \left(\theta \right)} |
|  | cos es par {\displaystyle \cos \left(-\theta \right)=\cos \left(\theta \right)}    | | sec es par {\displaystyle \sec \left(-\theta \right)=\sec \left(\theta \right)}    |                                                                                    |
|  | tan es impar {\displaystyle \tan \left(-\theta \right)=-\tan \left(\theta \right)} | | cot es impar {\displaystyle \cot \left(-\theta \right)=-\cot \left(\theta \right)} |                                                                                    |

## Periodicidad
Las funciones tangente y cotangente tienen una periodicidad de {\displaystyle \pi }, mientras que el resto tienen una periodicidad de {\displaystyle 2\pi }
|  |                            | Seno: {\displaystyle 2\pi } |                            | csc: {\displaystyle 2\pi } |
|  | cos: {\displaystyle 2\pi } |                             | sec: {\displaystyle 2\pi } |                            |
|  | tan: {\displaystyle \pi }  |                             | cot: {\displaystyle \pi }  |                            |